# Hu Po-Kang
Hu Po-Kang (13 de noviembre de 1981) es un deportista taiwanés que compitió en taekwondo. Ganó una medalla de plata en el Campeonato Asiático de Taekwondo de 2004 en la categoría de –78 kg.

## Palmarés internacional
| Representando a China Taipéi |                          |                  |           |
| Campeonato Asiático          |                          |                  |           |
| Año                          | Lugar                    | Medalla          | Categoría |
| 2004                         | Seongnam (Corea del Sur) | Medalla de plata | –78 kg    |